# Renea bourguignatiana
Renea bourguignatiana ist eine auf dem Land lebende Schneckenart aus der Familie der Mulmnadeln (Aciculidae) in der Ordnung Architaenioglossa („Alt-Bandzüngler“). Das Verbreitungsgebiet ist auf ein sehr kleines Gebiet bei Menton im Département Alpes-Maritimes und Ventimiglia (Ligurien) an der französisch-italienischen Grenze beschränkt.

## Merkmale
Das (adulte) Gehäuse misst 3,3 bis 3,8 mm in der Höhe und 1,0 bis 1,05 mm in der Breite. Es ist zylindrisch-spindelförmig mit 7¼ bis 8 mäßig bis schwach gewölbten Windungen. Die letzten drei Windungen sind etwa gleich breit, die letzte Windung ist deutlich abgeflacht. Der Protokonch mit 1¾ ist glatt, danach setzten feine Rippchen ein. Auch der vorletzten Windung sind es 54 bis 64 Rippchen. Die Mündung ist in der Frontalansicht u-förmig und vergleichsweise schmal. Der leicht nach außen geschlagene Mündungsrand ist breit, innen ist der Rand stark lippig verdickt. In der Seitenansicht ist der Palatalrand (= Außenrand) der Mündung stark nach vorne gekrümmt, der Gipfelpunkt der Biegung liegt unterhalb der Mitte der Windung liegt. Die Regelmäßigkeit der Biegung wird kurz vor dem Auftreffen auf die vorletzte Windung aufgehoben. Dadurch bildet sich dort ein tiefer Sinus aus. Ein echter Sinulus, wie z. B. bei Renea paillona ist aber nicht ausgebildet. Es ist kein Nackenwulst ausgebildet, auch eine Angularis fehlt. Der Parietalkallus ist als flacher länglicher Höcker ausgebildet. Kurz vor und etwas links der Spindel ist er deutlicher ausgeprägt. Der Nabel ist durch einen schmalen Ausläufer dieses Kallus verschlossen.
Das Gehäuse ist hornbraun gefärbt.

### Ähnliche Arten
Renea moutonii ähnelt Renea bourguignatiana, ist jedoch größer, schlanker und hat einen schmaleren Mündungsrand. Bei Renea paillona ist die Mündung in der Frontalansicht breiter und die Mündungslippe ist nicht so stark verdickt.

## Geographische Verbreitung und Lebensraum
Die Art wurde ursprünglich aus pleistozänen oder postglazialen Ablagerungen in der Gorge de St. Louis bei Menton (Département Alpes-Maritimes, Frankreich) beschrieben. 1977 wurden nur etwa 10 km nordöstlich von der Typlokalität weitere Exemplare gefunden. Ebenfalls 1977 wurden bei Ventimiglia (Provinz Imperia, Italien) dann lebende Tiere gefunden.
Die Art lebt in mesophilen Wäldern mit Europäische Hopfenbuche (Ostrya carpinifolia), Flaumeiche (Quercus pubescens) und Steineiche (Quercus ilex) in der feuchten Laubstreu.

## Taxonomie
Das Taxon wurde 1880 von Geoffrey Nevill erstmals beschrieben. Es ist die Typusart der Gattung Renea Nevill, 1880. Der Locus typicus ist die Gorge de St. Louis bei Menton (Département Alpes-Maritimes, Frankreich).

## Gefährdung
Die „IUCN Red List of Threatened Species“ stuft die Art als „critically endangered“ (= vom Aussterben bedroht) ein.

## Belege